# Apanteles szelenyii
Apanteles szelenyii är en stekelart som beskrevs av Papp 1972. Apanteles szelenyii ingår i släktet Apanteles och familjen bracksteklar. Inga underarter finns listade i Catalogue of Life.